# Bartalinia terricola
Bartalinia terricola är en svampart som beskrevs av Luke & S.U. Devi 1979. Bartalinia terricola ingår i släktet Bartalinia och familjen Amphisphaeriaceae.   Inga underarter finns listade i Catalogue of Life.